# Getiszen
Getiszen – wieś w Armenii, w prowincji Sjunik. W 2011 roku liczyła 87 mieszkańców.